# Hans-Günter Ziesche
Hans-Günter Ziesche (* 28. Mai 1935 in Stolberg (Rhld.); † 20. Januar 2012 ebenda) war  ein deutscher Politiker (SPD).

## Leben und Wirken
Hans-Günter Ziesche war bis zu seiner Pensionierung fast 40 Jahre lang in leitender Funktion bei der Betriebskrankenkasse ALP plus tätig.
1961 trat Hans-Günter Zische in die SPD ein. Drei Jahre später wurde er bereits in den Rat der Stadt Stolberg (Rhld.) gewählt. Hier war er u. a. Leiter des Rechnungsprüfungsausschusses.
Ab 1972 war er auch Mitglied des damaligen Kreistages Aachen. Auch hier war er lange Jahre Vorsitzender des dortigen Rechnungsprüfungsausschusses. Von Juni 1975 bis September 1979 war Hans-Günter Ziesche stellvertretender Vorsitzender der SPD-Fraktion.
Weiterhin war er u. a. Schöffe beim Landgericht Aachen, Aufsichtsrat im Kreiskrankenhaus Marienhöhe gGmbH und Mitglied der Gesellschafterversammlung des Grenzlandtheaters des Kreises Aachen. 
Hans-Günter Ziesche wurde für seine Verdienste mit dem Bundesverdienstkreuz der Bundesrepublik Deutschland geehrt.
Hans-Günter Ziesche erlag am 20. Januar 2012 einem Krebsleiden. Er war verheiratet und hinterließ Frau und einen Sohn.